# Мурикис, Константинос
Константинос Мурикис (греч. Κωνσταντίνος Μουρίκης; род. 11 июля 1988, Афины) — греческий ватерполист, игрок сборной Греции. Серебряный призёр летних Олимпийских игр 2020 года, бронзовый призёр чемпионата мира 2015 года, серебряный призёр Средиземноморских игр 2018 года, бронзовый призёр 2013 года. Участник трёх Олимпийских игр (2012, 2016 и 2020 годов). 

## Карьера
На клубном уровне Константинос Мурикис начал свою карьеру в «Паниониосе Афины». С 2011 по 2023 годы играл за греческий «Олимпиакос», с которым выиграл одиннадцать титулов чемпионата Греции.
В составе Греции принимал участие в летних Олимпийских играх 2012 года в Лондоне, где сборная не смогла выйти из группы в четвертьфинал. На том турнире Мурикис забил четыре гола, в том числе два в ворота Хорватии.
На Средиземноморских играх 2013 года в Турции в составе сборной стал бронзовым призёром. На чемпионате мира в Казани в 2015 году Константинос в составе национальной сборной завоевал бронзовую медаль.
В 2016 году принял участие в летних Олимпийских играх в Бразилии. Греция на том турнире вышла в четвертьфинал, где уступила итальянцам. В ходе турнира Мурикис забил семь голов.
В 2018 году Мариос в составе сборной Греции по водному поло стал серебряным призёром Средиземноморских игр, которые состоялись в испанской Таррагоне.
В 2021 году принимал участие в летних Олимпийских играх в Токио, где греки неожиданно дошли до финала, уступив в решающем матче сербам и завоевали серебряные медали. В составе греческой сборной играл Мурикис.